# Hoquei sobre herba als Jocs Olímpics d'estiu de 1988
Als Jocs Olímpics d'Estiu de 1988 celebrats a la ciutat de Seül (Corea del Sud) es disputaren dues competicions d'hoquei sobre herba, una en categoria masculina i una altra en categoria femenina. La competició es disputà entre els dies 8 de setembre i 1 d'octubre de 1988 a l'estadi d'hoquei herba de Seongnam.

## Comitès participants
Hi participaren un total de 314 jugadors d'hoquei, entre ells 190 homes i 124 dones, de 13 comitès nacionals diferents:
| Categoria masculina - Austràlia - Argentina - Corea del Sud - Canadà - Espanya - Índia - Kenya - Països Baixos - Pakistan - Regne Unit - RFA - Unió Soviètica |  | Categoria femenina - Argentina - Austràlia - Canadà - Corea del Sud - Estats Units - Països Baixos - Regne Unit - RFA |

## Resum de medalles
| Prova                  | Or | Argent | Bronze |
| Hoquei masculí Detalls | Regne UnitPaul Barber · Stephen Batchelor · Kulbir Bhaura · Robert Clift · Richard Dodds · David Faulkner · Russell Garcia · Martyn Grimley · Sean Kerly · Jimmy Kirkwood · Richard Leman · Stephen Martin · Veryan Pappin · Jon Potter · Imran Sherwani · Ian Taylor     | RFAStefan Blöcher · Dirk Brinkmann · Thomas Brinkmann · Heiner Dopp · Hans-Henning Fastrich · Carsten Fischer · Tobias Frank · Volker Fried · Horst-Ulrich Hänel · Michael Hilgers · Andreas Keller · Michael Metz · Andreas Mollandin · Thomas Reck · Christian Schliemann · Eckhard Schmidt-Opper | Països BaixosMarc Benninga · Cees Jan Diepeveen · Patrick Faber · René Klaassen · Hendrik Jan Kooijman · Taco van den Honert · Hidde Kruize · Frank Leistra · Erik Parlevliet · Gert Jan Schlatmann · Tim Steens · Floris Jan Bovelander · Jacques Brinkman · Marc Delissen · Maurits Crucq · Ronald Jansen        |
| Hoquei femení Detalls  | AustràliaTracey Belbin · Deborah Bowman · Sharon Buchanan · Lee Capes · Michelle Capes · Sally Carbon · Elsbeth Clement · Loretta Dorman · Maree Fish · Rechelle Hawkes · Lorraine Hillas · Kathleen Partridge · Jackie Pereira · Sandra Pisoni · Kim Small · Liane Tooth | Corea del SudSuh Kwang-Mi · Lim Kye-Sook · Park Soon-Ja · Suh Hyo-Sun · Kim Mi-Sun · Kim Soon-Duk · Kim Young-Sook · Han Ok-Kyung · Hwang Keum-Sook · Jin Won-Sim · Chun Eun-Kyung · Chung Sang-Hyun · Han Keum-Sil · Chang Eun-Jung · Choi Choon-Ok · Cho Ki-Hyang                                 | Països BaixosWillemien Aardenburg · Helen van der Ben · Yvonne Buter · Annemieke Fokke · Noor Holsboer · Lisanne Lejeune · Ingrid Wolff · Carina Benninga · Marjolein Eijsvogel · Det de Beus · Anneloes Nieuwenhuizen · Martine Ohr · Marieke van Doorn · Aletta van Manen · Sophie von Weiler · Laurien Willemse |

## Medaller
| Posició | País          | Or | Argent | Bronze | Total |
| 1       | Països Baixos | 1  | 0      | 0      | 1     |
| 1       | Regne Unit    | 1  | 0      | 0      | 1     |
| 3       | Corea del Sud | 0  | 1      | 0      | 1     |
| 3       | RFA           | 0  | 1      | 0      | 1     |
| 5       | Països Baixos | 0  | 0      | 2      | 2     |